# МАСА
МАСА (в переводе с иврита (ивр. מסע‎ — «путешествие») — проект, организованный правительством Израиля и Еврейским Агентством («Сохнут») с целью поддержать долгосрочные программы на территории еврейского государства. Проект МАСА включает в себя большое количество программ на русском, английском, французском и других языках, представленных различными организаторами. Суть проекта заключается в том, что молодым людям из стран диаспоры, попадающих под Закон о возвращении (то есть евреями по национальности или потомками евреев до третьего поколения), предоставляют возможность субсидированного обучения, стажировки или волонтерства в Израиле от 4 до 8 месяцев. Возраст участников ограничен от 18 до 34 лет включительно.
Программа МАСА была запущена в начале 2000-х годов, по 2004—2011 год в ней приняли участие около 55 000 человек .

## Обучение
МАСА делится на несколько программ, отличающихся тематикой обучения, языком, на котором ведется преподавание, продолжительностью обучения и допустимым возрастом. Наиболее распространенные языки, на которых проводят обучение — английский, иврит и русский. В рамках проекта существует около 200 программ, затрагивающих самые разнообразные области: волонтерские проекты в кибуцах, получение новых профессий в учебных центрах, подготовка к поступлению в университеты Израиля или прохождение стажировки в крупных международных компаниях. Выбор программ на русском языке более ограничен — самым распространенным остается английский.
Тематика программ выдержана в едином ключе и в основном ориентирована на гуманитарные предметы, воспитания социально-общественного самосознания, лидерских качеств, в некоторых случаях более глубокое знакомство с еврейской культурой и традицией. Так же представлен ряд волонтерских программ, в том числе на армейской базе, и семестр в институте спорта имени Вингейта.
Все участники программы находятся на территории Израиля в качестве туристов и после окончания учёбы возвращаются домой, поэтому принимать израильское гражданство нет необходимости. Цель программы, как декларируют сами организаторы, дать возможность участнику "пожить в Израиле как местному".

## Социальная составляющая программы
Кроме образовательной ценности, МАСА также содержит важный социальный аспект. Особое значение это имеет в свете того, что участники программы находятся в возрасте активного формирования личности, и акцент, который организаторы ставят на развитие общественного сознания и лидерских качеств, имеет достаточно сильное влияние.
Кроме академических занятий, участники программы вовлечены в социальную жизнь и ряд дополнительных мероприятий, среди которых экскурсионные поездки, знакомство со страной и её жителями. Некоторые семьи на добровольных началах «усыновляют» участников программы: они проводят свободное время в кругу «семьи-добровольца», отмечают праздники и могут рассчитывать на определённого рода поддержку.
МАСА часто рассматривается как ещё одна возможность расширения связей и опыта существования в другом общественной и культурной среде.

## Получение гранта
МАСА — дочерняя компания Еврейского агентства — создана для реализации проектов, выдает грант на сумму до 8,400 $ в соответствии с возрастом участника, его материальным положением и страной проживания.
Право на получение гранта имеют молодые люди, которые подпадают под определение «Закона о возвращении» в возрасте от 18-и до 30-и лет на момент начала программы (или закончили среднюю школу раньше 18 лет). Грант выдается без каких-либо обязательств со стороны участников (кроме обязательства соблюдать правила проекта).
Несмотря на то, что грант является личным и выдается определённому лицу, фактически сумма передается организатору программы. Во многих случаях грант вычитается из стоимости программы.
Участие ограничивается только одной программой на 8 месяцев или двумя разными по 4 месяца (при условия, что они проходят в разное время и между ними не более 4-х месяцев), хотя записаться можно сразу на несколько и, в зависимости от отборочных результатов, выбрать один вариант.

## Признание обучения по программе
Университеты Израиля и западных стран признают академическое обучение в рамках проекта, если само учебное заведение имеет соответствующую аккредитацию. Сложнее ситуация обстоит со странами СНГ, где решение о признании зависит от каждого конкретного института.
Студентам из стран СНГ советуют прежде выяснить, будет ли признано обучение по программе в определённом ВУЗе. Организаторы снимают с себя ответственность за это, возлагая её на сами учебные заведения.

## Программа «Офек»
Программа была одной из первых программ проекта и начала свою деятельность в 2004 году на базе учебного центра «Мерказ Яков Герцог» в кибуце Эйн-Цурим. Программа десятимесячная, среди образовательных курсов — изучение иврита, истории, политики и общества государства Израиль, иудаизма, еврейской традиции и культуры. Среди преподавателей программы создатели организации Маханаим: Пинхас Полонский, Зеев Дашевский, Шломо Коль Яков и др. В рамках программы «Офек» участники имеют возможность пройти профессиональные стажировки по своей специальности, попробовать в течение недели себя как солдата Армии обороны Израиля, для желающих есть курс подготовки к Гиюр. Подходит для семей с детьми.

## Программа МАСА-TCB
Одна из первых программ проекта, МАСА-TCB, была основана в 2005 году. В ней приняли участие более 1000 студентов. Программа проходит на базе Технологического колледжа города Беэр-Шевы. В программу обучения входят такие курсы, как графический дизайн и изучение основ фотографии и видеомонтажа. Также, программа МАСА-TCB проводит уникальный в своем роде курс подготовки к прохождению экзамена на лицензию фармацевта и врача в Израиле.

## Программы Masa IsraelWay
Это программы стажировок для специалистов различных сфер деятельности в государственных и частных компаниях Тель-Авива и ближайших пригородов с возможностью дальнейшего трудоустройства. Каждая программы включает курс иврита, экскурсии и волонтерство. Все программы четырехмесячные, некоторые с возможностью продления.
Флагманская программа «Карьерный рост», разработанная совместно с «Натив», стартовала в 2010 году, её окончило более 470 участников. В её основе стажировку по широкому спектру специальностей в компаниях, расположенных в центре страны.
Программы «Кулинария», «Фармацевты» и «Гостиничный опыт» рассчитаны на молодых людей, которые хотят освоить новые специальности для дальнейшего трудоустройства в стране.